# Messis
Messis (Høstens Tid, en català: El temps de la collita), BVN 228, és una composició per a orgue de Rued Langgaard. Amb una durada total de dues hores, és una de les obres més llargues de la història de la música per a orgue. L'obra consta de tres parts: Messis, Joan i Enterrat a l'infern, juntament amb un postludi. De forma completa només va tocar els Divendres Sant de 1950, 1951 i 1952 a la Catedral de Ribe.

## Origen i context
Cap a 1930, Langgaard va experimentar una paràlisi creativa com a compositor, i la seva producció es va reduir considerablement durant els deu anys següents. L'única obra significativa que va completar en aquest període va ser la trilogia per a orgue Messis (El temps de la collita). Messis va ser creat entre els anys 1935 i 1937, tot i que algunes parts de la primera secció daten de 1932-1934. Més tard, Langgaard va dur a terme algunes modificacions, sobretot a la primera secció, com a part de les versions realitzades per a les interpretacions a la Catedral de Ribe entre 1950 i 1952.
El terme "messis" prové de llatí i es refereix a la collita, al procés agrícola. En el context de l'obra de Langgaard, aquest terme adquireix un significat simbòlic, associant-se al final d'un cicle i a la imminent destrucció o decadència. Langgaard utilitza aquest concepte per reflectir una visió del canvi de segle, marcant un període de transició entre l'últim temps i l'arribada d'un possible final, tant personal com social.